# Rijksstad Regensburg
De rijksstad Regensburg was een tot de Beierse Kreits behorende rijksstad binnen het Heilige Roomse Rijk.

## De Romeinse stad
De stad Regensburg gaat terug op een Romeinse nederzetting rond 79 AD en is daarmee een van de oudste steden in Duitsland. In het jaar 179 AD werd het door Marcus Aurelius gebouwde Legionsfort (Castra Regina) in gebruik genomen. Omstreeks 535 wordt de regio ingenomen door de Germaanse stam der Bajuwaren (=Beieren). Het Romeinse staatsbezit komt dan in bezit van de Beierse hertogen.

## De Beierse stad
Waarschijnlijk in de tweede helft van de zevende eeuw verschijnt de Frankische bisschop Emmeram in de stad, die na de marteldood wordt bijgezet in Regensburg. Na de instelling van de Beierse bisdommen door Bonifatius in 739 verwerft de bisschop naast de Beierse hertog veel macht in de stad. Na de afzetting van de Beierse hertog Tassilo door de Karolingen neemt de Frankische koning het hertogelijk bezit in Regensburg over. De voormalige hertogshof wordt de voornaamste koningspalts in Zuidoost-Duitsland. Na het uitsterven van de Karolingen wordt de macht in Regensburg overgenomen door de nieuwe Beierse hertogelijke dynastie der Luitpoldingen. Als vanaf keizer Otto I de hertogen van Beieren gekozen worden binnen de keizerlijke familie, ontstaat er weer een nauwe band tussen de stad en het centrale Duitse gezag.
Omstreeks 1050 beschrijft een monnik de drie districten waaruit de stad bestaat: de koningsstad, de geestelijke stad en de handels- en burgerstad.

## De Rijksstad
In 1245 wordt Regensburg onder keizer Frederik II rijksstad. De zelfstandigheid heeft echter ook nadelen. De hertogelijke Beierse residentie wordt verplaatst naar Landshut en de grens met Beieren ligt bijna in de stad. Dit leidt tot een economische neergang.
In 1542 wordt de Reformatie ingevoerd, maar later wordt de stad gedwongen weer grotendeels katholiek te worden. Van 1663 tot 1806 had de Rijksdag van het Heilige Roomse Rijk der Duitse Natie zijn zetel permanent in Regensburg ("Immerwährender Reichstag").
Binnen de stad waren vier gebieden aanwezig die zelf ook rijksvrij waren en dus niet onder het bestuur van de rijksstad vielen:
- de bisschop van Regensburg was zelfstandig in het gebied van de dom
- de abt van Sankt Emmeram (sinds 1731 rijksvorst)
- de abdis van Niedermünster
- de abdis van Obermünster (vorstelijk rijkssticht)

In de Reichsdeputationshauptschluss van 25 februari 1803 worden in paragraaf 25 al deze vijf staten overgedragen aan de voormalige aartsbisschop van Mainz. Ze gingen als vorstendom Regensburg deel uitmaken van een nieuw keurvorstendom, het keurvorstendom van de aartskanselier. Ook wordt vastgelegd dat de stad Regensburg absoluut neutraal is vanwege de aanwezigheid van de rijksdag.
Op 1 augustus 1806 wordt te Regensburg door de gezanten van de staten die zich bij de, door Napoleon gestichte, Rijnbond hebben aangesloten de verklaring afgelegd dat deze staten uit het Heilige Roomse Rijk treden, waardoor Regensburg zijn politieke betekenis verliest. Keizer Frans II legt daarop op 6 augustus in een verklaring te Wenen de Duitse keizerskroon neer. In de praktijk bestaat het Heilige Roomse Rijk dan niet meer.
In een verdrag van 16 februari 1810 met Frankrijk staat de keurvorst (die inmiddels sinds 1806 de titel vorst-primaat draagt) het vorstendom Regensburg af aan Frankrijk, dat het vervolgens afstaat aan het koninkrijk Beieren.